# 아이스 툴

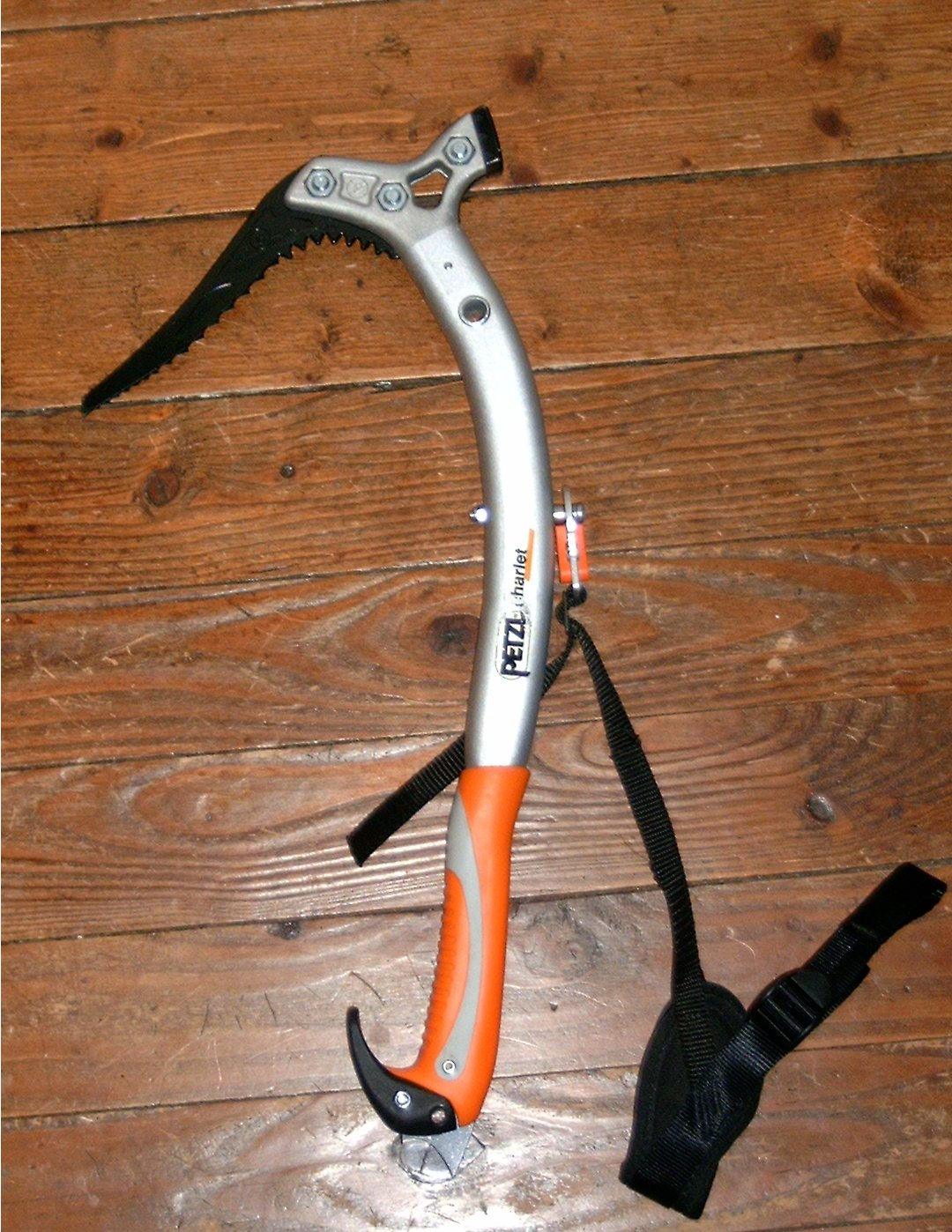

아이스 툴(ice tool)은 현대식 얼음 도끼(흔히 얼음 도끼 또는 기술 도끼로 광범위하게 설명됨)를 전문적으로 정교하게 만든 것으로, 빙벽 등반에 사용되며 주로 더 어려운 구성에 사용된다. 아이스 툴은 피치 기간 동안 한 사람이 두 개씩 사용하므로 톱 로프에 고정된 등반과 같은 일부 상황에서는 두 명 이상의 사람이 한 쌍을 공유할 수 있으며, 여기서 한 번에 한 명만 등반할 수 있다. 대조적으로 고전적인 "얼음 도끼"는 일행이 눈이나 빙하를 가로질러 여행하는 동안 몇 시간 또는 며칠 동안 한 사람씩 사용된다. "아이스 툴"을 단순히 "얼음 도끼"(ice axe)라고 부르는 것이 일반적인 커뮤니티에서는 고전적인 "얼음 도끼"를 구별하기 위해 종종 "이동 도끼", "보행 도끼" 또는 "일반 등산 도끼"라고 부른다.
수직 빙벽 등반 시, 등반가(크램펀을 낀 발로 지지)가 각 도구를 차례로 사용하여 몸의 질량 중심과 거의 발가락 바로 위의 균형을 유지하는 동시에 다른 도구를 더 높은 위치로 재배치하려면 두 개의 도구가 필요하다. 다리로 체중을 들어올리기 전에 이 과정을 반복할 수 있는 단계를 설정한다.

## 같이 보기
- 얼음 도끼
- 빙벽 등반